# フォーミュラEnjoy
フォーミュラEnjoy（フォーミュラエンジョイ）は、日本のフォーミュラカーレースのカテゴリー名。いわゆるジュニア・フォーミュラに属するワンメイクレース。

## 概要
2002年7月6日、鈴鹿サーキットとフォーミュラE運営協会により発表された。新開発のフォーミュラカーによるワンメイクレースで、2003年度より開催される。
低コストでイコールコンディション、ドライビングに専念できる、楽しめる（Enjoy）レースを目指した新シリーズで上級カテゴリーへの足がかり的存在というよりも、初心者が入門しやすく、継続しやすいことが念頭におかれる。
これまでの入門者用の車両はFJ1600以外はいずれも高額の出費を伴うため、個人での参戦の継続が困難だった。そのため、参戦者への出費を低減することを念頭においてホンダ・フィットの1.3L SOHC 直列4気筒エンジンを使用するなど、市販車の部品を活用して開発された。FE1とFE2の2車種があり、ウエストレーシングカーズから供給される。
レースシリーズとしては、2003年より鈴鹿サーキット（鈴鹿クラブマンレース）でシリーズを開催していた。そこに2015年度より、あらたにFE2を加えて、旧来のFE車両をFE1と称して、FE1およびFE2の混走によるシリーズとなった。2019年度からは、岡山国際サーキット(OKAYAMAチャレンジカップレース)が加わった。2019年度で、FE1とFE2と混走によるレースシリーズを終了した。そして、2020年度から、鈴鹿サーキット（鈴鹿クラブマンレース）と岡山国際サーキット(OKAYAMAチャレンジカップレース)でFE2車両により、シリーズ戦を開催している。

## フォーミュラE運営協会
- ウエストレーシングカーズ（株）
- （株）オスカ
- （株）東京アールアンドデー
- （株）鈴鹿サーキットランド

## フォーミュラE運営ガレージ[4]
- ウエストレーシングカーズ株式会社
- 有限会社レプリスポーツ
- 株式会社グリッド
- F（エフ）
- 有限会社エーワン
- 有限会社スキルスピード
- 有限会社レブレーシングガレージ
- 自動車工房ミスト
- イーグルスポーツ
- K&Gレーシング
- Ｍ２（エムツー）
- 株式会社ルーニーコーポレーション
- 有限会社ケイマックス スピード
- 有限会社ＮＥＯＳ
- 株式会社ザップスピード
- Giddy UP

## 仕様

### FE1
- シャーシ: セミモノコック（鋼管スペース＋アルミプレート）
- エンジン：本田技研工業製　1.3L SOHC 直列4気筒エンジン
- 変速機:5速
- サスペンション: フロント：ロッキングアーム式インボードタイプ リヤ：アウトボードタイプ
- 全長:約3,500mm
- 全幅:約1,650mm
- 全高:約1,050mm
- タイヤ：ダンロップ（D93J for FORMULA ENJOY）
- 車両重量：約430kg

### FE2
- シャーシ: 鋼管スペース＋アルミプレート
- エンジン：本田技研工業製 1.3L（型式：L13B i-VTEC）水冷直列4気筒 DOHC 4バルブPGM-FI（電子制御燃料直噴式）
  - 最高出力 :100PS
  - 最大トルク :12.1kg-m
- 変速機:5速
- サスペンション: フロント：プッシュロッド式インボードタイプ リヤ：アウトボードタイプ
- 全長:約3,743mm
- 全幅:約1,725mm
- 全高:約1,040mm
- タイヤ：ダンロップ（D93J for FORMULA ENJOY）
- 車両重量：約487kg